# Đường lên đỉnh Olympia năm thứ 12
Đường lên đỉnh Olympia năm thứ 12, thường được gọi tắt là Olympia 12 hay O12 là năm thứ 12 của cuộc thi Đường lên đỉnh Olympia dành cho học sinh trung học phổ thông do Đài Truyền hình Việt Nam tổ chức. Cuộc thi năm thứ 12 được phát sóng trên kênh VTV3 từ ngày 26 tháng 6 năm 2011 và kết thúc với trận chung kết được truyền hình trực tiếp vào ngày 24 tháng 6 năm 2012.
Nhà vô địch của năm thứ 12 là Đặng Thái Hoàng đến từ Trường Trung học phổ thông Hòn Gai, Quảng Ninh.

## Luật chơi
Một chương trình gồm có 4 phần thi:

### Khởi động
Trong vòng 1 phút, mỗi thí sinh khởi động với tối đa 12 câu hỏi thuộc các lĩnh vực: Toán, Lý, Hóa, Sinh, Văn, Sử, Địa, Thể thao, Nghệ thuật, Lĩnh vực khác, Tiếng Anh. Mỗi câu trả lời đúng được 10 điểm, trả lời sai không bị trừ điểm.

### Vượt chướng ngại vật
Có 8 từ hàng ngang, cũng là 8 gợi ý liên quan đến một chướng ngại vật mà các thí sinh phải đi tìm. Có 1 bức tranh (là một gợi ý quan trọng liên quan đến chướng ngại vật) được chia làm 8 phần tương ứng với 8 từ hàng ngang.
Mỗi thí sinh có 2 lượt lựa chọn một trong các từ hàng ngang này, bắt đầu từ thí sinh ở vị trí số 1 đến vị trí số 4 và ngược lại. Cả bốn thí sinh trả lời câu hỏi bằng máy tính trong thời gian 15 giây. Trả lời đúng mỗi từ hàng ngang, thí sinh được 10 điểm (cộng thệm 5 điểm nếu là người chọn từ hàng ngang). Ngoài việc mở được từ hàng ngang nếu trả lời đúng, một góc của hình ảnh được đánh số tương ứng với từ hàng ngang cũng được mở ra.
Thí sinh có thể bấm chuông trả lời chướng ngại vật bất cứ lúc nào. Trả lời đúng chướng ngại vật trong vòng 2 từ hàng ngang đầu tiên được 80 điểm, trong vòng 8 từ hàng ngang được 40 điểm. Sau khi hết cả 8 từ hàng ngang, các thí sinh có thêm 15 giây suy nghĩ để đưa ra đáp án cho chướng ngại vật (trả lời đúng vẫn được 40 điểm). Nếu không có thí sinh giải được chướng ngại vật, gợi ý cuối cùng sẽ được đưa ra; trả lời đúng chướng ngại vật sau gợi ý cuối cùng này sẽ được 20 điểm. Nếu trả lời sai chướng ngại vật, thí sinh sẽ bị loại khỏi phần chơi này.

### Tăng tốc
Có 4 câu hỏi, mỗi câu các thí sinh có 30 giây để trả lời bằng máy tính. Thí sinh trả lời đúng và nhanh nhất được 40 điểm, đúng và nhanh thứ 2 được 30 điểm, đúng và nhanh thứ 3 được 20 điểm, đúng và nhanh thứ 4 được 10 điểm.
2 loại câu hỏi được sử dụng trong phần thi này:
- 2 câu hỏi IQ (câu số 1 và 3): Các dạng câu hỏi ở dạng này rất rộng, bao gồm tìm số khác trong dãy số, tìm hình khác nhất so với các hình đã cho, tìm quy luật để điền hình đúng, giải mật mã,...
- 2 câu hỏi dữ kiện (câu số 2 và 4): Các bức ảnh, dữ kiện được đưa ra theo thứ tự ngày càng chi tiết. Bằng các gợi ý này, thí sinh phải trả lời các câu hỏi như: "Đây là ai", "Đây là địa danh nào", "Đây là loài vật nào",...

### Khán giả cùng leo núi
Trong mỗi chương trình, một câu hỏi sẽ được đưa ra để khán giả truyền hình tham giả trả lời qua tin nhắn điện thoại. Đáp án của câu hỏi được công bố ở cuộc thi kế tiếp. 1 giải nhất, 1 giải nhì và 5 giải ba sẽ được trao cho các khán giả có câu trả lời đúng và gửi về sớm nhất cho chương trình kể từ khi lên sóng.
Phần thi này được áp dụng đến hết cuộc thi Tuần 1 Tháng 1 Quý 3 và không ảnh hưởng đến số điểm của các thí sinh.

### Về đích
Có 3 gói câu hỏi với các mức 40, 60, 80 điểm để thí sinh lựa chọn. Trong đó gói 40 điểm gồm 4 câu hỏi 10 điểm, gói 60 điểm gồm 2 câu hỏi 10 điểm và 2 câu hỏi 20 điểm, gói 80 điểm gồm 1 câu hỏi 10 điểm, 2 câu hỏi 20 điểm và 1 câu hỏi 30 điểm. Thời gian suy nghĩ và trả lời của câu 10 điểm là 10 giây, câu 20 điểm là 15 giây, câu 30 điểm là 20 giây.
Thí sinh đang trả lời gói câu hỏi của mình phải đưa ra câu trả lời trong thời gian quy định của chương trình. Nếu không trả lời được câu hỏi thì các thí sinh còn lại có 5 giây để bấm chuông giành quyền trả lời. Trả lời đúng được cộng thêm số điểm của câu hỏi từ thí sinh đang thi, trả lời sai sẽ bị trừ nửa số điểm của câu hỏi.
Thí sinh có quyền được đặt ngôi sao hy vọng một lần trước bất kỳ câu hỏi nào. Trả lời đúng được gấp đôi số điểm, trả lời sai bị trừ đi đúng số điểm của câu hỏi đặt ngôi sao hy vọng.

## Chi tiết các trận đấu
| Chung kết năm | Chung kết năm     | Tổng kết | Tổng kết                                                            |
| ------------- | ----------------- | -------- | ------------------------------------------------------------------- |
| Quý 1         | Trần Lê Phương    | Vô địch  | Đặng Thái Hoàng THPT Hòn Gai, Quảng Ninh                            |
| Quý 2         | Nguyễn Ngọc Khánh | Vô địch  | Đặng Thái Hoàng THPT Hòn Gai, Quảng Ninh                            |
| Quý 3         | Đặng Thái Hoàng   | Kỷ lục   | Nguyễn Minh Quang - 395 điểm THPT Chuyên Quốc học, Thừa Thiên - Huế |
| Quý 4         | Thân Ngọc Tĩnh    | Kỷ lục   | Nguyễn Minh Quang - 395 điểm THPT Chuyên Quốc học, Thừa Thiên - Huế |

| Màu sắc sử dụng trong các bảng kết quả                  |
| ------------------------------------------------------- |
| Thí sinh đạt giải nhất và trực tiếp lọt vào vòng trong  |
| Thí sinh lọt vào vòng trong nhờ có số điểm nhì cao nhất |
| Thí sinh Vô địch cuộc thi Chung kết năm                 |

|}

### Trận 1: Tuần 1 Tháng 1 Quý 1
Phát sóng: 13 giờ ngày 26 tháng 6 năm 2011
| Họ và tên thí sinh  | Trường                                   | Khởi động | VCNV | Tăng tốc | Về đích | Tổng điểm |
| ------------------- | ---------------------------------------- | --------- | ---- | -------- | ------- | --------- |
| Lữ Đức Toàn         | THPT Nguyễn Trãi, Đồng Nai               | 30        | 95   | 110      | -20     | 215       |
| Đặng Trần Ngọc      | THPT Yên Dũng số 2, Bắc Giang            | 10        | 10   | 150      | 5       | 175       |
| Bùi Thị Thanh Hương | THPT Lê Xoay, Vĩnh Phúc                  | 40        | 10   | 20       | -5      | 65        |
| Trần Lê Phương      | THPT Chuyên Nguyễn Bỉnh Khiêm, Quảng Nam | 50        | 10   | 80       | 55      | 195       |

### Trận 2: Tuần 2 Tháng 1 Quý 1
Phát sóng: 13 giờ ngày 3 tháng 7 năm 2011
| Họ và tên thí sinh | Trường                           | Khởi động | VCNV | Tăng tốc | Về đích | Tổng điểm |
| ------------------ | -------------------------------- | --------- | ---- | -------- | ------- | --------- |
| Nguyễn Bách        | THPT Chuyên Lý Tự Trọng, Cần Thơ | 70        | 15   | 40       | 10      | 135       |
| Nguyễn Đình Duy    | THPT Mỹ Đức A, Hà Nội            | 80        | 15   | 30       | 30      | 155       |
| Hứa Thị Thu Thuyền | THPT Phan Đăng Lưu, TP. Huế      | 40        | 0    | 80       | 10      | 130       |
| Ngô Thị Hồng Hạnh  | THPT Đồ Sơn, Hải Phòng           | 30        | 80   | 30       | 15      | 155       |

### Trận 3: Tuần 3 Tháng 1 Quý 1
Phát sóng: 13 giờ ngày 10 tháng 7 năm 2011
| Họ và tên thí sinh | Trường                                    | Khởi động | VCNV | Tăng tốc | Về đích | Tổng điểm |
| ------------------ | ----------------------------------------- | --------- | ---- | -------- | ------- | --------- |
| Phạm Hồng Bảo Trân | THPT Chuyên Lê Quý Đôn, Bà Rịa - Vũng Tàu | 40        | 35   | 90       | -15     | 150       |
| Bùi Văn Vương      | THPT Nghèn, Hà Tĩnh                       | 60        | 45   | 60       | -10     | 155       |
| Nguyễn Thu Trang   | THPT Chuyên Hà Nội - Amsterdam, Hà Nội    | 80        | 35   | 50       | 25      | 190       |
| Trương Tấn Lộc     | THPT Đức Hoà, Long An                     | 10        | 85   | 40       | 30      | 165       |

### Trận 4: Tháng 1 Quý 1
Phát sóng: 13 giờ ngày 17 tháng 7 năm 2011
| Họ và tên thí sinh | Trường                                   | Khởi động | VCNV | Tăng tốc | Về đích | Tổng điểm |
| ------------------ | ---------------------------------------- | --------- | ---- | -------- | ------- | --------- |
| Lữ Đức Toàn        | THPT Nguyễn Trãi, Đồng Nai               | 30        | 35   | 40       | 30      | 135       |
| Trần Lê Phương     | THPT Chuyên Nguyễn Bỉnh Khiêm, Quảng Nam | 60        | 45   | 80       | 90      | 275       |
| Nguyễn Thu Trang   | THPT Chuyên Hà Nội - Amsterdam, Hà Nội   | 70        | 30   | 130      | 25      | 255       |
| Nguyễn Đình Duy    | THPT Mỹ Đức A, Hà Nội                    | 30        | 35   | 60       | 15      | 140       |

### Trận 5: Tuần 1 Tháng 2 Quý 1
Phát sóng: 13 giờ ngày 24 tháng 7 năm 2011
| Họ và tên thí sinh     | Trường                               | Khởi động | VCNV | Tăng tốc | Về đích | Tổng điểm |
| ---------------------- | ------------------------------------ | --------- | ---- | -------- | ------- | --------- |
| Đinh Phương Hạnh       | THPT Chuyên Hạ Long, Quảng Ninh      | 80        | 0    | 90       | 10      | 180       |
| Nguyễn Văn Hải         | THPT Quảng Oai, Hà Nội               | 60        | 15   | 70       | 5       | 150       |
| Nguyễn Phú Quang       | THPT Nguyễn Duy Hiệu, Quảng Nam      | 30        | 80   | 120      | 0       | 230       |
| Huỳnh Tâm Thiện Nguyên | THPT Nguyễn Hữu Cầu, TP. Hồ Chí Minh | 30        | 0    | 50       | -20     | 60        |

### Trận 6: Tuần 2 Tháng 2 Quý 1
Phát sóng: 13 giờ ngày 31 tháng 7 năm 2011
| Họ và tên thí sinh | Trường                         | Khởi động | VCNV | Tăng tốc | Về đích | Tổng điểm |
| ------------------ | ------------------------------ | --------- | ---- | -------- | ------- | --------- |
| Dương Nhật Khánh   | THPT Uông Bí, Quảng Ninh       | 20        | 80   | 140      | 40      | 280       |
| Đỗ Văn Hà          | THPT Chuyên Hà Giang, Hà Giang | 20        | 10   | 40       | -25     | 45        |
| Trần Hoàng Long    | THPT Võ Minh Đức, Bình Dương   | 20        | 0    | 110      | 60      | 190       |
| Nguyễn Mỹ Hạnh     | THPT Nhân Chính, Hà Nội        | 70        | 0    | 0        | 20      | 90        |

### Trận 7: Tuần 3 Tháng 2 Quý 1
Phát sóng: 13 giờ ngày 7 tháng 8 năm 2011
| Họ và tên thí sinh | Trường                         | Khởi động | VCNV | Tăng tốc | Về đích | Tổng điểm |
| ------------------ | ------------------------------ | --------- | ---- | -------- | ------- | --------- |
| Hoàng Ngọc Dương   | THPT Quang Trung, Hải Phòng    | 40        | 25   | 90       | -30     | 125       |
| Nguyễn Bảo Trân    | THPT Bình Sơn, Quảng Ngãi      | 60        | 45   | 80       | 30      | 215       |
| Phạm Thị Mỹ Hạnh   | THPT Vị Thanh, Hậu Giang       | 10        | 15   | 10       | -20     | 15        |
| Vũ Nhật Khánh      | THPT Chuyên Hưng Yên, Hưng Yên | 50        | 80   | 120      | 20      | 270       |

### Trận 8: Tháng 2 Quý 1
Phát sóng: 13 giờ ngày 14 tháng 8 năm 2011
| Họ và tên thí sinh | Trường                          | Khởi động | VCNV | Tăng tốc | Về đích | Tổng điểm |
| ------------------ | ------------------------------- | --------- | ---- | -------- | ------- | --------- |
| Nguyễn Phú Quang   | THPT Nguyễn Duy Hiệu, Quảng Nam | 20        | 0    | 40       | 100     | 160       |
| Nguyễn Bảo Trân    | THPT Bình Sơn, Quảng Ngãi       | 40        | 0    | 20       | -50     | 10        |
| Dương Nhật Khánh   | THPT Uông Bí, Quảng Ninh        | 60        | 80   | 70       | 20      | 230       |
| Vũ Nhật Khánh      | THPT Chuyên Hưng Yên, Hưng Yên  | 10        | 0    | 10       | 40      | 60        |

### Trận 9: Tuần 1 Tháng 3 Quý 1
Phát sóng: 13 giờ ngày 21 tháng 8 năm 2011
| Họ và tên thí sinh  | Trường                         | Khởi động | VCNV | Tăng tốc | Về đích | Tổng điểm |
| ------------------- | ------------------------------ | --------- | ---- | -------- | ------- | --------- |
| Nguyễn Thanh Bình   | THPT Hàm Thuận Nam, Bình Thuận | 30        | 0    | 40       | 5       | 75        |
| Hồ Minh Nhật        | THPT Phan Chu Trinh, Đà Nẵng   | 20        | 10   | 40       | 5       | 75        |
| Nguyễn Thị Thu Thảo | THPT Ngô Quyền, Quảng Ninh     | 50        | 50   | 30       | -20     | 110       |
| Phùng Văn Thuyết    | THPT Hoài Đức A, Hà Nội        | 50        | 20   | 60       | 40      | 170       |

### Trận 10: Tuần 2 Tháng 3 Quý 1
Phát sóng: 13 giờ ngày 28 tháng 8 năm 2011
| Họ và tên thí sinh | Trường                                   | Khởi động | VCNV | Tăng tốc | Về đích | Tổng điểm |
| ------------------ | ---------------------------------------- | --------- | ---- | -------- | ------- | --------- |
| Nguyễn Ngọc Tân    | THPT Nguyễn Thượng Hiền, TP. Hồ Chí Minh | 40        | 10   | 80       | 25      | 155       |
| Phan Tấn Tài       | THPT Nguyễn Huệ, Tây Ninh                | 20        | 0    | 60       | -60     | 20        |
| Đàm Văn Quý        | THPT Lý Thái Tổ, Bắc Ninh                | 20        | 0    | 40       | 20      | 80        |
| Bùi Hồng Quảng     | THPT Kiến An, Hải Phòng                  | 70        | 60   | 70       | 45      | 245       |

### Trận 11: Tuần 3 Tháng 3 Quý 1
Phát sóng: 13 giờ ngày 4 tháng 9 năm 2011
| Họ và tên thí sinh   | Trường                         | Khởi động | VCNV | Tăng tốc | Về đích | Tổng điểm |
| -------------------- | ------------------------------ | --------- | ---- | -------- | ------- | --------- |
| Lê Song Thái         | THPT Hai Bà Trưng, TP. Huế     | 50        | 95   | 30       | 10      | 185       |
| Trần Thị Thanh Thanh | THPT Bình Mỹ, An Giang         | 50        | 10   | 40       | 85      | 185       |
| Nguyễn Bá Sơn        | THPT Quảng Xương 3, Thanh Hoá  | 20        | 10   | 40       | 40      | 110       |
| Nguyễn Văn Phương    | THPT Chuyên Nguyễn Huệ, Hà Nội | 110       | 10   | 40       | 20      | 180       |

### Trận 12: Tháng 3 Quý 1
Phát sóng: 12 giờ ngày 11 tháng 9 năm 2011
| Họ và tên thí sinh   | Trường                     | Khởi động | VCNV | Tăng tốc | Về đích | Tổng điểm |
| -------------------- | -------------------------- | --------- | ---- | -------- | ------- | --------- |
| Bùi Hồng Quảng       | THPT Kiến An, Hải Phòng    | 20        | 20   | 90       | 20      | 150       |
| Trần Thị Thanh Thanh | THPT Bình Mỹ, An Giang     | 30        | 15   | 90       | -25     | 110       |
| Phùng Văn Thuyết     | THPT Hoài Đức A, Hà Nội    | 40        | 25   | 50       | 50      | 165       |
| Lê Song Thái         | THPT Hai Bà Trưng, TP. Huế | 60        | 50   | 60       | -10     | 160       |

### Trận 13: Quý 1
Phát sóng: 13 giờ ngày 18 tháng 9 năm 2011
| Họ và tên thí sinh | Trường                                   | Khởi động | VCNV | Tăng tốc | Về đích | Tổng điểm |
| ------------------ | ---------------------------------------- | --------- | ---- | -------- | ------- | --------- |
| Dương Nhật Khánh   | THPT Uông Bí, Quảng Ninh                 | 20        | 70   | 40       | 25      | 155       |
| Nguyễn Thu Trang   | THPT Chuyên Hà Nội - Amsterdam, Hà Nội   | 50        | 30   | 80       | -15     | 145       |
| Phùng Văn Thuyết   | THPT Hoài Đức A, Hà Nội                  | 50        | 50   | 0        | -15     | 85        |
| Trần Lê Phương     | THPT Chuyên Nguyễn Bỉnh Khiêm, Quảng Nam | 60        | 55   | 60       | 50      | 225       |

### Trận 14: Tuần 1 Tháng 1 Quý 2
Phát sóng: 13 giờ ngày 25 tháng 9 năm 2011
| Họ và tên thí sinh  | Trường                           | Khởi động | VCNV | Tăng tốc | Về đích | Tổng điểm |
| ------------------- | -------------------------------- | --------- | ---- | -------- | ------- | --------- |
| Huỳnh Thị Ngọc Diễm | THPT Lê Thánh Tông, Gia Lai      | 50        | 80   | 0        | -60     | 70        |
| Nguyễn Tài Thu      | THPT Chuyên Chu Văn An, Lạng Sơn | 60        | 10   | 70       | 60      | 200       |
| Phạm Minh Quang     | THPT Đa Phúc, Hà Nội             | 70        | 10   | 60       | 10      | 150       |
| Trần Thanh Thảo     | THPT Hùng Vương, TP. Hồ Chí Minh | 50        | 0    | 70       | -10     | 110       |

### Trận 15: Tuần 2 Tháng 1 Quý 2
Phát sóng: 13 giờ ngày 2 tháng 10 năm 2011
| Họ và tên thí sinh | Trường                          | Khởi động | VCNV | Tăng tốc | Về đích | Tổng điểm |
| ------------------ | ------------------------------- | --------- | ---- | -------- | ------- | --------- |
| Võ Tấn Lộc         | THPT Trần Quang Diệu, Bình Định | 40        | 90   | 20       | 50      | 200       |
| Bùi Văn Phong      | THPT Hải Đảo, Quảng Ninh        | 40        | 15   | 20       | 5       | 80        |
| Trần Hồng Anh      | THPT Hoàng Văn Thụ, Hà Nội      | 80        | 10   | 110      | 10      | 210       |
| Đoàn Trần Mỹ Dương | THPT Phan Bội Châu, Đắk Lắk     | 60        | 10   | 70       | 60      | 200       |

### Trận 16: Tuần 3 Tháng 1 Quý 2
Phát sóng: 13 giờ ngày 9 tháng 10 năm 2011
| Họ và tên thí sinh | Trường                            | Khởi động | VCNV | Tăng tốc | Về đích | Tổng điểm |
| ------------------ | --------------------------------- | --------- | ---- | -------- | ------- | --------- |
| Nguyễn Quốc Đạt    | THPT Phan Thị Ràng, Kiên Giang    | 30        | 50   | 100      | 0       | 180       |
| Vũ Văn Thanh       | THPT Tô Hiệu, Hải Phòng           | 80        | 10   | 60       | 110     | 260       |
| Cao Minh Hiếu      | THPT Phước Vĩnh, Bình Dương       | 40        | 10   | 100      | -30     | 120       |
| Đinh Hồ Nho Thông  | THPT Chuyên Đại học Vinh, Nghệ An | 10        | 25   | 70       | 75      | 180       |

### Trận 17: Tháng 1 Quý 2
Phát sóng: 13 giờ ngày 16 tháng 10 năm 2011
| Họ và tên thí sinh | Trường                           | Khởi động | VCNV | Tăng tốc | Về đích | Tổng điểm |
| ------------------ | -------------------------------- | --------- | ---- | -------- | ------- | --------- |
| Đoàn Trần Mỹ Dương | THPT Phan Bội Châu, Đắk Lắk      | 50        | 15   | 60       | -50     | 75        |
| Vũ Văn Thanh       | THPT Tô Hiệu, Hải Phòng          | 50        | 10   | 80       | 100     | 240       |
| Trần Hồng Anh      | THPT Hoàng Văn Thụ, Hà Nội       | 40        | 0    | 60       | -15     | 85        |
| Nguyễn Tài Thu     | THPT Chuyên Chu Văn An, Lạng Sơn | 60        | 80   | 150      | 100     | 390       |

### Trận 18: Tuần 1 Tháng 2 Quý 2
Phát sóng: 13 giờ ngày 23 tháng 10 năm 2011
| Họ và tên thí sinh | Trường                                 | Khởi động | VCNV | Tăng tốc | Về đích | Tổng điểm |
| ------------------ | -------------------------------------- | --------- | ---- | -------- | ------- | --------- |
| Bùi Thuỷ Tiên      | THPT Chuyên Hà Nội - Amsterdam, Hà Nội | 50        | 40   | 100      | 50      | 240       |
| Đào Việt Bách      | THPT Trưng Vương, Hưng Yên             | 60        | 40   | 70       | 110     | 280       |
| Nguyễn Thị Thương  | THPT Tánh Linh, Bình Thuận             | 30        | 35   | 60       | -20     | 105       |
| Lê Thị Mỹ Lệ       | THPT Nguyễn Hữu Tiến, TP. Hồ Chí Minh  | 70        | 15   | 0        | 0       | 85        |

### Trận 19: Tuần 2 Tháng 2 Quý 2
Phát sóng: 13 giờ ngày 30 tháng 10 năm 2011
| Họ và tên thí sinh | Trường                              | Khởi động | VCNV | Tăng tốc | Về đích | Tổng điểm |
| ------------------ | ----------------------------------- | --------- | ---- | -------- | ------- | --------- |
| Ngô Ngọc Đô        | THPT Hoà Bình, Bà Rịa - Vũng Tàu    | 30        | 40   | 0        | -30     | 40        |
| Lê Anh Minh        | THPT Như Xuân 2, Thanh Hoá          | 40        | 15   | 20       | 70      | 145       |
| Lương Ngọc Bích    | THPT Trần Quốc Tuấn, Quảng Ngãi     | 50        | 20   | 70       | 60      | 200       |
| Trần Anh Dũng      | THCS & THPT Hai Bà Trưng, Vĩnh Phúc | 90        | 20   | 80       | 35      | 225       |

### Trận 20: Tuần 3 Tháng 2 Quý 2
Phát sóng: 13 giờ ngày 06 tháng 11 năm 2011
| Họ và tên thí sinh | Trường                               | Khởi động | VCNV | Tăng tốc | Về đích | Tổng điểm |
| ------------------ | ------------------------------------ | --------- | ---- | -------- | ------- | --------- |
| Nguyễn Hà Thuỷ     | THPT Chuyên Lương Thế Vinh, Đồng Nai | 60        | 45   | 70       | 70      | 245       |
| Lương Tiến Lâm     | THPT Đông Triều, Quảng Ninh          | 30        | 30   | 70       | -30     | 100       |
| Hoàng Khánh Phương | THPT Đông Anh, Hà Nội                | 20        | 70   | 100      | 10      | 200       |
| Huỳnh Nhật Minh    | THPT Thị xã Quảng Trị, Quảng Trị     | 60        | 35   | 50       | 60      | 205       |

### Trận 21: Tháng 2 Quý 2
Phát sóng: 13 giờ ngày 13 tháng 11 năm 2011
| Họ và tên thí sinh | Trường                                 | Khởi động | VCNV | Tăng tốc | Về đích | Tổng điểm |
| ------------------ | -------------------------------------- | --------- | ---- | -------- | ------- | --------- |
| Nguyễn Hà Thuỷ     | THPT Chuyên Lương Thế Vinh, Đồng Nai   | 50        | 25   | 90       | 40      | 205       |
| Bùi Thuỷ Tiên      | THPT Chuyên Hà Nội - Amsterdam, Hà Nội | 20        | 10   | 60       | -5      | 85        |
| Trần Anh Dũng      | THCS & THPT Hai Bà Trưng, Vĩnh Phúc    | 40        | 50   | 120      | 35      | 245       |
| Đào Việt Bách      | THPT Trưng Vương, Hưng Yên             | 40        | 20   | 90       | -10     | 140       |

### Trận 22: Tuần 1 Tháng 3 Quý 2
Phát sóng: 13 giờ ngày 20 tháng 11 năm 2011
(Chương trình đặc biệt chào đón ngày Nhà giáo Việt Nam)
| Họ và tên thí sinh    | Trường                          | Khởi động | VCNV | Tăng tốc | Về đích | Tổng điểm |
| --------------------- | ------------------------------- | --------- | ---- | -------- | ------- | --------- |
| Nguyễn Thị Thanh Sang | THPT Hoà Vang, Đà Nẵng          | 70        | 0    | 40       | -10     | 100       |
| Dương Ngọc Mai        | THPT Bạch Đằng, Hải Phòng       | 50        | 0    | 60       | -10     | 100       |
| Mai Ngọc Ba           | THPT Lý Tự Trọng, Đắk Lắk       | 60        | 0    | 50       | 60      | 170       |
| Nguyễn Tiến Dũng      | THPT Chuyên Hùng Vương, Phú Thọ | 70        | 80   | 70       | 30      | 250       |

### Trận 23: Tuần 2 Tháng 3 Quý 2
Phát sóng: 13 giờ ngày 27 tháng 11 năm 2011
| Họ và tên thí sinh | Trường                                      | Khởi động | VCNV | Tăng tốc | Về đích | Tổng điểm |
| ------------------ | ------------------------------------------- | --------- | ---- | -------- | ------- | --------- |
| Lê Thị Thái Hà     | THPT Kim Liên, Hà Nội                       | 20        | 25   | 120      | 15      | 180       |
| Mai Dương Hiếu     | THPT Trần Cao Vân, Quảng Nam                | 40        | 15   | 50       | -60     | 45        |
| Lê Minh Hoàng      | THPT Chuyên Trần Đại Nghĩa, TP. Hồ Chí Minh | 40        | 20   | 70       | 70      | 200       |
| Dương Minh Cương   | THPT Lương Phú, Thái Nguyên                 | 60        | 100  | 0        | 50      | 210       |

### Trận 24: Tuần 3 Tháng 3 Quý 2
Phát sóng: 13 giờ ngày 4 tháng 12 năm 2011
| Họ và tên thí sinh | Trường                                | Khởi động | VCNV | Tăng tốc | Về đích | Tổng điểm |
| ------------------ | ------------------------------------- | --------- | ---- | -------- | ------- | --------- |
| Vũ Trọng Đức       | THPT Hoàng Quốc Việt, Quảng Ninh      | 40        | 0    | 30       | 15      | 85        |
| Nguyễn Công Nhựt   | THPT Trần Kỳ Phong, Quảng Ngãi        | 30        | 15   | 30       | -20     | 55        |
| Nguyễn Bá Công     | THPT Vạn Xuân, Hà Nội                 | 60        | 60   | 70       | 0       | 190       |
| Nguyễn Ngọc Khánh  | THPT Chuyên Nguyễn Tất Thành, Kon Tum | 60        | 20   | 120      | 90      | 290       |

### Trận 25: Tháng 3 Quý 2
Phát sóng: 13 giờ ngày 11 tháng 12 năm 2011
| Họ và tên thí sinh | Trường                                      | Khởi động | VCNV | Tăng tốc | Về đích | Tổng điểm |
| ------------------ | ------------------------------------------- | --------- | ---- | -------- | ------- | --------- |
| Lê Minh Hoàng      | THPT Chuyên Trần Đại Nghĩa, TP. Hồ Chí Minh | 60        | 50   | 30       | 60      | 200       |
| Nguyễn Tiến Dũng   | THPT Chuyên Hùng Vương, Phú Thọ             | 30        | 85   | 50       | 45      | 210       |
| Dương Minh Cương   | THPT Lương Phú, Thái Nguyên                 | 40        | 30   | 50       | 0       | 120       |
| Nguyễn Ngọc Khánh  | THPT Chuyên Nguyễn Tất Thành, Kon Tum       | 80        | 65   | 110      | -10     | 245       |

### Trận 26: Quý 2
Phát sóng: 13 giờ ngày 18 tháng 12 năm 2011
| Họ và tên thí sinh | Trường                                | Khởi động | VCNV | Tăng tốc | Về đích | Tổng điểm |
| ------------------ | ------------------------------------- | --------- | ---- | -------- | ------- | --------- |
| Nguyễn Tài Thu     | THPT Chuyên Chu Văn An, Lạng Sơn      | 50        | 60   | 110      | 20      | 240       |
| Vũ Văn Thanh       | THPT Tô Hiệu, Hải Phòng               | 70        | 20   | 0        | 45      | 135       |
| Nguyễn Ngọc Khánh  | THPT Chuyên Nguyễn Tất Thành, Kon Tum | 40        | 10   | 100      | 90      | 240       |
| Trần Anh Dũng      | THCS & THPT Hai Bà Trưng, Vĩnh Phúc   | 60        | 0    | 30       | -35     | 55        |

### Trận 27: Tuần 1 Tháng 1 Quý 3
Phát sóng: 13 giờ ngày 25 tháng 12 năm 2011
| Họ và tên thí sinh | Trường                             | Khởi động | VCNV | Tăng tốc | Về đích | Tổng điểm |
| ------------------ | ---------------------------------- | --------- | ---- | -------- | ------- | --------- |
| Phạm Thuỷ Linh     | THPT Lý Thường Kiệt, Hải Phòng     | 50        | 10   | 50       | 0       | 110       |
| Tạ Thị Hải Yến     | THPT Quốc Oai, Hà Nội              | 40        | 25   | 90       | 60      | 215       |
| Trịnh Quốc Anh     | THPT Chuyên Hùng Vương, Gia Lai    | 60        | 65   | 90       | 70      | 285       |
| Phạm Đăng Khoa     | THPT Bùi Thị Xuân, TP. Hồ Chí Minh | 20        | 0    | 70       | 40      | 130       |

### Trận 28: Tuần 2 Tháng 1 Quý 3
Phát sóng: 13 giờ ngày 1 tháng 1 năm 2012
| Họ và tên thí sinh  | Trường                          | Khởi động | VCNV | Tăng tốc | Về đích | Tổng điểm |
| ------------------- | ------------------------------- | --------- | ---- | -------- | ------- | --------- |
| Lê Quang Triệu      | THPT Minh Hà, Quảng Ninh        | 100       | 50   | 40       | 10      | 200       |
| Phùng Thanh Huy     | THPT Phan Bội Châu, Khánh Hoà   | 30        | 15   | 100      | 70      | 215       |
| Hà Văn Trí          | THPT Tân Kỳ 3, Nghệ An          | 30        | 20   | 90       | 25      | 165       |
| Lê Nguyễn Hải Triều | THPT Chuyên Lê Quý Đôn, Đà Nẵng | 40        | 10   | 100      | 90      | 240       |

### Trận 29: Tuần 3 Tháng 1 Quý 3
Phát sóng: 13 giờ ngày 8 tháng 1 năm 2012
| Họ và tên thí sinh | Trường                             | Khởi động | VCNV | Tăng tốc | Về đích | Tổng điểm |
| ------------------ | ---------------------------------- | --------- | ---- | -------- | ------- | --------- |
| Trần Thanh Anh     | THPT Tân Phú, Đồng Nai             | 30        | 65   | 60       | 30      | 185       |
| Nguyễn Thế Phong   | THPT Tĩnh Gia 1, Thanh Hoá         | 20        | 25   | 80       | -20     | 105       |
| Đỗ Thị Quế         | THPT Hermann Gmeiner, Hà Nội       | 30        | 20   | 10       | 20      | 80        |
| Đinh Bá Minh Quân  | THPT Chuyên Hùng Vương, Bình Dương | 20        | 35   | 80       | 45      | 180       |

### Trận 30: Tháng 1 Quý 3
Phát sóng: 13 giờ ngày 15 tháng 1 năm 2012
| Họ và tên thí sinh  | Trường                          | Khởi động | VCNV | Tăng tốc | Về đích | Tổng điểm |
| ------------------- | ------------------------------- | --------- | ---- | -------- | ------- | --------- |
| Trần Thanh Anh      | THPT Tân Phú, Đồng Nai          | 40        | 85   | 40       | 20      | 185       |
| Trịnh Quốc Anh      | THPT Chuyên Hùng Vương, Gia Lai | 50        | 60   | 120      | 35      | 265       |
| Phùng Thanh Huy     | THPT Phan Bội Châu, Khánh Hoà   | 20        | 35   | 30       | 5       | 90        |
| Lê Nguyễn Hải Triều | THPT Chuyên Lê Quý Đôn, Đà Nẵng | 40        | 30   | 20       | 125     | 215       |

### Trận 31: Tuần 1 Tháng 2 Quý 3
Phát sóng: 13 giờ ngày 22 tháng 1 năm 2012
Cuộc thi cuối cùng của năm Tân Mão 2011.
| Họ và tên thí sinh     | Trường                                | Khởi động | VCNV | Tăng tốc | Về đích | Tổng điểm |
| ---------------------- | ------------------------------------- | --------- | ---- | -------- | ------- | --------- |
| Nguyễn Thị Minh Phượng | THPT Tân Trào, Tuyên Quang            | 10        | 0    | 90       | 10      | 110       |
| Nguyễn Thị Thanh Trúc  | THPT Nguyễn Công Trứ, TP. Hồ Chí Minh | 50        | 80   | 60       | 60      | 250       |
| Lê Đăng Khoa           | THPT Chu Văn An, Ninh Thuận           | 40        | 0    | 150      | -75     | 115       |
| Nguyễn Gia Anh Tuấn    | THPT Chuyên Nguyễn Huệ, Hà Nội        | 70        | 0    | 50       | 50      | 170       |

### Trận 32: Tuần 2 Tháng 2 Quý 3
Phát sóng: 13 giờ ngày 29 tháng 1 năm 2012
| Họ và tên thí sinh | Trường                          | Khởi động | VCNV | Tăng tốc | Về đích | Tổng điểm |
| ------------------ | ------------------------------- | --------- | ---- | -------- | ------- | --------- |
| Nguyễn Minh Dương  | THPT Trần Quốc Toản, Quảng Ninh | 50        | 35   | 30       | -40     | 75        |
| Trương Công Bằng   | THPT Chuyên Long An, Long An    | 80        | 40   | 60       | 130     | 310       |
| Ngô Ngọc Duy       | THPT Lê Xoay, Vĩnh Phúc         | 50        | 50   | 50       | -30     | 120       |
| Đặng Thị Mai       | THPT Mỹ Đức B, Hà Nội           | 60        | 95   | 40       | 0       | 195       |

### Trận 33: Tuần 3 Tháng 2 Quý 3
Phát sóng: 13 giờ ngày 5 tháng 2 năm 2012
| Họ và tên thí sinh | Trường                                 | Khởi động | VCNV | Tăng tốc | Về đích | Tổng điểm |
| ------------------ | -------------------------------------- | --------- | ---- | -------- | ------- | --------- |
| Đặng Thái Hoàng    | THPT Hòn Gai, Quảng Ninh               | 30        | 95   | 60       | 20      | 205       |
| Vũ Ngọc Giang      | THPT Ngô Quyền, Thái Nguyên            | 10        | 0    | 80       | -20     | 70        |
| Trần Đức Tài       | THPT Chu Văn An, Đắk Nông              | 50        | 10   | 100      | 70      | 230       |
| Trần Anh Đức       | THPT Chuyên Hà Nội - Amsterdam, Hà Nội | 70        | 10   | 70       | -20     | 130       |

### Trận 34: Tháng 2 Quý 3
Phát sóng: 13 giờ ngày 12 tháng 2 năm 2012
| Họ và tên thí sinh    | Trường                                | Khởi động | VCNV | Tăng tốc | Về đích | Tổng điểm |
| --------------------- | ------------------------------------- | --------- | ---- | -------- | ------- | --------- |
| Đặng Thái Hoàng       | THPT Hòn Gai, Quảng Ninh              | 70        | 80   | 40       | 60      | 250       |
| Nguyễn Thị Thanh Trúc | THPT Nguyễn Công Trứ, TP. Hồ Chí Minh | 80        | 10   | 110      | -20     | 180       |
| Trương Công Bằng      | THPT Chuyên Long An, Long An          | 70        | 10   | 110      | 50      | 240       |
| Trần Đức Tài          | THPT Chu Văn An, Đắk Nông             | 70        | 0    | 110      | 40      | 220       |

### Trận 35: Tuần 1 Tháng 3 Quý 3
Phát sóng: 13 giờ ngày 19 tháng 2 năm 2012
| Họ và tên thí sinh | Trường                                | Khởi động | VCNV | Tăng tốc | Về đích | Tổng điểm |
| ------------------ | ------------------------------------- | --------- | ---- | -------- | ------- | --------- |
| Phạm Trung Kiên    | THPT Chuyên Hạ Long, Quảng Ninh       | 50        | 10   | 160      | 50      | 270       |
| Trần Anh Tuấn      | THPT Nguyễn Hữu Huân, TP. Hồ Chí Minh | 50        | 15   | 30       | -20     | 75        |
| Trần Thảo Hà       | THPT Lắk, Đắk Lắk                     | 60        | 50   | 60       | 50      | 220       |
| Đỗ Thị Ngân        | THPT Bình Sơn, Vĩnh Phúc              | 60        | 10   | 20       | 30      | 120       |

### Trận 36: Tuần 2 Tháng 3 Quý 3
Phát sóng: 13 giờ ngày 26 tháng 2 năm 2012
| Họ và tên thí sinh | Trường                           | Khởi động | VCNV | Tăng tốc | Về đích | Tổng điểm |
| ------------------ | -------------------------------- | --------- | ---- | -------- | ------- | --------- |
| Nguyễn Ngọc Quỳnh  | THPT Phạm Ngũ Lão, Hải Phòng     | 30        | 55   | 100      | -15     | 170       |
| Lê Thị Thanh Nhàn  | THPT Long Khánh, Đồng Nai        | 50        | 45   | 100      | 0       | 195       |
| Cao Hoàng Giang    | THPT Chuyên Thăng Long, Lâm Đồng | 50        | 20   | 40       | 20      | 130       |
| Phạm Trọng Thuỷ    | THPT Phụ Dực, Thái Bình          | 50        | 20   | 10       | 55      | 135       |

### Trận 37: Tuần 3 Tháng 3 Quý 3
Phát sóng: 13 giờ ngày 4 tháng 3 năm 2012
| Họ và tên thí sinh      | Trường                                | Khởi động | VCNV | Tăng tốc | Về đích | Tổng điểm |
| ----------------------- | ------------------------------------- | --------- | ---- | -------- | ------- | --------- |
| Nguyễn Minh Tuyền       | THPT A Thanh Liêm, Hà Nam             | 50        | 25   | 100      | 10      | 185       |
| Nguyễn Hoàng Danh       | THPT Trần Phú, Đà Nẵng                | 50        | 10   | 110      | -30     | 140       |
| Nguyễn Mạnh Cường       | THPT Việt Trì, Phú Thọ                | 30        | 20   | 30       | 0       | 80        |
| Huỳnh Nguyễn Phúc Thịnh | THPT Chuyên Trần Hưng Đạo, Bình Thuận | 80        | 60   | 80       | 50      | 270       |

### Trận 38: Tháng 3 Quý 3
Phát sóng: 13 giờ ngày 11 tháng 3 năm 2012
(số phát sóng đặc biệt của BLV Việt Khuê)
| Họ và tên thí sinh      | Trường                                | Khởi động | VCNV | Tăng tốc | Về đích | Tổng điểm |
| ----------------------- | ------------------------------------- | --------- | ---- | -------- | ------- | --------- |
| Lê Thị Thanh Nhàn       | THPT Long Khánh, Đồng Nai             | 30        | 25   | 50       | -25     | 80        |
| Phạm Trung Kiên         | THPT Chuyên Hạ Long, Quảng Ninh       | 30        | 25   | 90       | 30      | 175       |
| Huỳnh Nguyễn Phúc Thịnh | THPT Chuyên Trần Hưng Đạo, Bình Thuận | 70        | 60   | 80       | -30     | 180       |
| Trần Thảo Hà            | THPT Lắk, Đắk Lắk                     | 40        | 20   | 70       | 75      | 205       |

### Trận 39: Quý 3
Phát sóng: 13 giờ ngày 18 tháng 3 năm 2012
| Họ và tên thí sinh | Trường                          | Khởi động | VCNV | Tăng tốc | Về đích | Tổng điểm |
| ------------------ | ------------------------------- | --------- | ---- | -------- | ------- | --------- |
| Đặng Thái Hoàng    | THPT Hòn Gai, Quảng Ninh        | 40        | 90   | 80       | 0       | 210       |
| Trần Thảo Hà       | THPT Lắk, Đắk Lắk               | 60        | 15   | 30       | 60      | 165       |
| Trịnh Quốc Anh     | THPT Chuyên Hùng Vương, Gia Lai | 80        | 10   | 60       | 5       | 155       |
| Trương Công Bằng   | THPT Chuyên Long An, Long An    | 70        | 20   | 0        | 0       | 90        |

### Trận 40: Tuần 1 Tháng 1 Quý 4
Phát sóng: 13 giờ ngày 25 tháng 3 năm 2012
| Họ và tên thí sinh | Trường                                | Khởi động | VCNV | Tăng tốc | Về đích | Tổng điểm |
| ------------------ | ------------------------------------- | --------- | ---- | -------- | ------- | --------- |
| Đoàn Phương Đông   | THPT Uông Bí, Quảng Ninh              | 50        | 35   | 100      | 20      | 205       |
| Nguyễn Thị Thu Hà  | THPT Nguyễn Thị Minh Khai, Bình Thuận | 50        | 30   | 70       | 10      | 160       |
| Lê Thị Kim Chi     | THPT Chuyên Nguyễn Huệ, Hà Nội        | 50        | 10   | 30       | -35     | 55        |
| Trần Quang Vũ      | THPT Thái Phiên, Đà Nẵng              | 40        | 35   | 120      | -5      | 190       |

### Trận 41: Tuần 2 Tháng 1 Quý 4
Phát sóng: 13 giờ ngày 1 tháng 4 năm 2012
| Họ và tên thí sinh | Trường                                   | Khởi động | VCNV | Tăng tốc | Về đích | Tổng điểm |
| ------------------ | ---------------------------------------- | --------- | ---- | -------- | ------- | --------- |
| Phạm Trần Bảo Hoà  | THPT Nguyễn Thượng Hiền, TP. Hồ Chí Minh | 40        | 20   | 40       | -30     | 70        |
| Nguyễn Trọng Việt  | THPT Nam Hà, Đồng Nai                    | 60        | 60   | 70       | 90      | 280       |
| Đào Tiến Dũng      | THPT Việt Trì, Phú Thọ                   | 40        | 30   | 50       | -30     | 90        |
| Nguyễn Minh Đoàn   | THPT Đa Phúc, Hà Nội                     | 50        | 90   | 80       | 0       | 220       |

### Trận 42: Tuần 3 Tháng 1 Quý 4
Phát sóng: 13 giờ ngày 8 tháng 4 năm 2012
| Họ và tên thí sinh     | Trường                                             | Khởi động | VCNV | Tăng tốc | Về đích | Tổng điểm |
| ---------------------- | -------------------------------------------------- | --------- | ---- | -------- | ------- | --------- |
| Ma Thanh Ngọc          | THPT Bình Yên, Thái Nguyên                         | 30        | 105  | 10       | 50      | 195       |
| Lê Nguyễn Huỳnh Thi    | THPT Vũng Tàu, Bà Rịa - Vũng Tàu                   | 50        | 15   | 30       | 25      | 120       |
| Nguyễn Đức Tùng        | THPT Chuyên Khoa học Tự nhiên, ĐHQG Hà Nội, Hà Nội | 20        | 10   | 20       | 60      | 110       |
| Nguyễn Thị Tuyết Nhung | THPT Tây Sơn, Bình Định                            | 40        | 10   | 40       | 60      | 150       |

### Trận 43: Tháng 1 Quý 4
Phát sóng: 13 giờ ngày 15 tháng 4 năm 2012
| Họ và tên thí sinh | Trường                     | Khởi động | VCNV | Tăng tốc | Về đích | Tổng điểm |
| ------------------ | -------------------------- | --------- | ---- | -------- | ------- | --------- |
| Đoàn Phương Đông   | THPT Uông Bí, Quảng Ninh   | 40        | 10   | 30       | 80      | 160       |
| Ma Thanh Ngọc      | THPT Bình Yên, Thái Nguyên | 40        | 15   | 110      | 30      | 195       |
| Nguyễn Trọng Việt  | THPT Nam Hà, Đồng Nai      | 40        | 90   | 90       | 40      | 260       |
| Nguyễn Minh Đoàn   | THPT Đa Phúc, Hà Nội       | 70        | 0    | 40       | 40      | 150       |

### Trận 44: Tuần 1 Tháng 2 Quý 4
Phát sóng: 13 giờ ngày 22 tháng 4 năm 2012
| Họ và tên thí sinh    | Trường                                               | Khởi động | VCNV | Tăng tốc | Về đích | Tổng điểm |
| --------------------- | ---------------------------------------------------- | --------- | ---- | -------- | ------- | --------- |
| Nguyễn Thị Thu Phương | THPT Bắc Sơn, Thái Nguyên                            | 30        | 0    | 70       | -25     | 75        |
| Bùi Thị Thuý Nga      | THPT Thống Nhất B, Đồng Nai                          | 20        | 0    | 30       | 0       | 50        |
| Thân Ngọc Tĩnh        | PT Năng khiếu, ĐHQG TP. Hồ Chí Minh, TP. Hồ Chí Minh | 70        | 90   | 80       | 100     | 340       |
| Vũ Quốc Anh           | THPT Lý Thái Tổ, Hà Nội                              | 40        | 0    | 0        | 10      | 50        |

### Trận 45: Tuần 2 Tháng 2 Quý 4
Phát sóng: 13 giờ ngày 29 tháng 4 năm 2012
| Họ và tên thí sinh | Trường                       | Khởi động | VCNV | Tăng tốc | Về đích | Tổng điểm |
| ------------------ | ---------------------------- | --------- | ---- | -------- | ------- | --------- |
| Huỳnh Mạnh         | THPT Ngô Gia Tự, Khánh Hoà   | 50        | 40   | 30       | 30      | 150       |
| Phạm Hồng Minh     | THPT Việt Nam Ba Lan, Hà Nội | 40        | 60   | 100      | 20      | 220       |
| Phùng Lê Trọng Lân | THPT Bắc Bình, Bình Thuận    | 60        | 30   | 80       | 80      | 250       |
| Phạm Tiến Dũng     | THPT Chuyên Hà Tĩnh, Hà Tĩnh | 60        | 70   | 40       | -10     | 160       |

### Trận 46: Tuần 3 Tháng 2 Quý 4
Phát sóng: 13 giờ ngày 6 tháng 5 năm 2012
| Họ và tên thí sinh | Trường                          | Khởi động | VCNV | Tăng tốc | Về đích | Tổng điểm |
| ------------------ | ------------------------------- | --------- | ---- | -------- | ------- | --------- |
| Kiều Anh Tuấn      | THPT Chuyên Hùng Vương, Phú Thọ | 70        | 15   | 70       | 45      | 200       |
| Lê Văn Khoa        | THPT Nguyễn Trãi, Ninh Thuận    | 50        | 0    | 70       | -10     | 110       |
| Phạm Thị Phượng    | THPT Chu Văn An, Đắk Nông       | 60        | 0    | 60       | 20      | 140       |
| Võ Thu Hà          | THPT Kim Liên, Hà Nội           | 40        | 90   | 70       | 25      | 225       |

### Trận 47: Tháng 2 Quý 4
Phát sóng: 13 giờ ngày 13 tháng 5 năm 2012
| Họ và tên thí sinh | Trường                                               | Khởi động | VCNV | Tăng tốc | Về đích | Tổng điểm |
| ------------------ | ---------------------------------------------------- | --------- | ---- | -------- | ------- | --------- |
| Thân Ngọc Tĩnh     | PT Năng khiếu, ĐHQG TP. Hồ Chí Minh, TP. Hồ Chí Minh | 50        | 15   | 140      | 30      | 235       |
| Phạm Hồng Minh     | THPT Việt Nam Ba Lan, Hà Nội                         | 60        | 0    | 40       | 80      | 180       |
| Võ Thu Hà          | THPT Kim Liên, Hà Nội                                | 30        | 10   | 40       | 0       | 80        |
| Phùng Lê Trọng Lân | THPT Bắc Bình, Bình Thuận                            | 60        | 80   | 80       | 25      | 245       |

### Trận 48: Tuần 1 Tháng 3 Quý 4
Phát sóng: 13 giờ ngày 20 tháng 5 năm 2012
| Họ và tên thí sinh | Trường                                                         | Khởi động | VCNV | Tăng tốc | Về đích | Tổng điểm |
| ------------------ | -------------------------------------------------------------- | --------- | ---- | -------- | ------- | --------- |
| Nguyễn Kim Như     | THPT Chuyên Hạ Long, Quảng Ninh                                | 50        | 60   | 30       | -75     | 65        |
| Vương Thiện Huy    | TH Thực hành, Đại học Sư phạm TP. Hồ Chí Minh, TP. Hồ Chí Minh | 40        | 40   | 40       | 120     | 240       |
| Nguyễn Kim Ngân    | THPT Yên Hoà, Hà Nội                                           | 60        | 80   | 20       | 10      | 170       |
| Bùi Văn Thường     | THPT 19 Tháng 5, Hoà Bình                                      | 50        | 15   | 50       | -30     | 85        |

### Trận 49: Tuần 2 Tháng 3 Quý 4
Phát sóng: 13 giờ ngày 27 tháng 5 năm 2012
| Họ và tên thí sinh | Trường                            | Khởi động | VCNV | Tăng tốc | Về đích | Tổng điểm |
| ------------------ | --------------------------------- | --------- | ---- | -------- | ------- | --------- |
| Nguyễn Minh Quang  | THPT Chuyên Quốc học, TP. Huế     | 80        | 95   | 110      | 20      | 305       |
| Hồ Thị Trung Hạnh  | THPT Phan Bội Châu, Khánh Hoà     | 30        | 10   | 70       | 0       | 110       |
| Trần Thị Ngọc Ánh  | THPT Nguyễn Trãi, TP. Hồ Chí Minh | 30        | 0    | 40       | 45      | 115       |
| Ngô Thái Hoà       | THPT Lương Thế Vinh, Hà Nội       | 40        | 0    | 20       | -15     | 45        |

### Trận 50: Tuần 3 Tháng 3 Quý 4
Phát sóng: 13 giờ ngày 3 tháng 6 năm 2012
| Họ và tên thí sinh | Trường                            | Khởi động | VCNV | Tăng tốc | Về đích | Tổng điểm |
| ------------------ | --------------------------------- | --------- | ---- | -------- | ------- | --------- |
| Trần Quang Thành   | THPT Nguyễn Bỉnh Khiêm, Hà Nội    | 0         | 55   | 80       | 30      | 165       |
| Vũ Trung Anh       | THPT Phan Bội Châu, Bình Thuận    | 20        | 0    | 20       | -25     | 15        |
| Nguyễn Đức Hùng    | THPT Chuyên Đại học Vinh, Nghệ An | 40        | 20   | 70       | -5      | 125       |
| Nguyễn Văn Vương   | THPT Tiên Hưng, Thái Bình         | 60        | 0    | 30       | -20     | 70        |

### Trận 51: Tháng 3 Quý 4
Phát sóng: 13 giờ ngày 10 tháng 6 năm 2012
| Họ và tên thí sinh | Trường                                                         | Khởi động | VCNV | Tăng tốc | Về đích | Tổng điểm |
| ------------------ | -------------------------------------------------------------- | --------- | ---- | -------- | ------- | --------- |
| Nguyễn Minh Quang  | THPT Chuyên Quốc học, TP. Huế                                  | 60        | 95   | 150      | 90      | 395       |
| Trần Quang Thành   | THPT Nguyễn Bỉnh Khiêm, Hà Nội                                 | 40        | 10   | 20       | -60     | 10        |
| Nguyễn Kim Ngân    | THPT Yên Hoà, Hà Nội                                           | 20        | 10   | 30       | -30     | 30        |
| Vương Thiện Huy    | TH Thực hành, Đại học Sư phạm TP. Hồ Chí Minh, TP. Hồ Chí Minh | 70        | 20   | 70       | 60      | 220       |

### Trận 52: Quý 4
Phát sóng: 13 giờ ngày 17 tháng 6 năm 2012
| Họ và tên thí sinh | Trường                                               | Khởi động | VCNV | Tăng tốc | Về đích | Tổng điểm |
| ------------------ | ---------------------------------------------------- | --------- | ---- | -------- | ------- | --------- |
| Thân Ngọc Tĩnh     | PT Năng khiếu, ĐHQG TP. Hồ Chí Minh, TP. Hồ Chí Minh | 80        | 95   | 90       | 30      | 295       |
| Phùng Lê Trọng Lân | THPT Bắc Bình, Bình Thuận                            | 40        | 10   | 10       | 5       | 65        |
| Nguyễn Minh Quang  | THPT Chuyên Quốc học, TP. Huế                        | 70        | 0    | 60       | 95      | 225       |
| Nguyễn Trọng Việt  | THPT Nam Hà, Đồng Nai                                | 30        | 10   | 120      | 130     | 290       |

### Trận 53: Chung kết năm
| Họ và tên thí sinh | Trường                                               | Khởi động | VCNV | Tăng tốc | Về đích | Tổng điểm |
| ------------------ | ---------------------------------------------------- | --------- | ---- | -------- | ------- | --------- |
| Nguyễn Ngọc Khánh  | THPT Chuyên Nguyễn Tất Thành, Kon Tum                | 60        | 0    | 90       | 50      | 200       |
| Thân Ngọc Tĩnh     | PT Năng khiếu, ĐHQG TP. Hồ Chí Minh, TP. Hồ Chí Minh | 90        | 0    | 70       | 70      | 230       |
| Trần Lê Phương     | THPT Chuyên Nguyễn Bỉnh Khiêm, Quảng Nam             | 60        | 0    | 100      | -20     | 140       |
| Đặng Thái Hoàng    | THPT Hòn Gai, Quảng Ninh                             | 50        | 80   | 80       | 40      | 250       |

- Dẫn chương trình tại các điểm cầu: Phan Quỳnh Trang (điểm cầu Kon Tum), Nguyễn Khắc Cường (điểm cầu TP.HCM), Trần Quang Minh (điểm cầu Quảng Nam), Nguyễn Hoàng Linh (điểm cầu Quảng Ninh).
- Đây là cuộc thi chung kết năm đầu tiên có MC phụ dẫn.

## Tranh cãi

### Nghi vấn lộ đề và câu hỏi sai trong trận chung kết
Trong phần thi vượt chướng ngại vật, sau khi hai ô hàng ngang đầu tiên không được lật mở, bất ngờ thí sinh Thái Hoàng bấm chuông xin trả lời chướng ngại vật trong sự ngỡ ngàng của tất cả mọi người vì đây là cuộc thi rất quan trọng vả lại chưa có một gợi ý nào được đưa ra. Đáp án của Thái Hoàng là "Tiếng Việt" và thí sinh này giành được 80 điểm, bỏ xa tất cả các thí sinh còn lại. Điều kì lạ hơn đó là MC Tùng Chi không hỏi lý do tại sao Hoàng đưa ra đáp án trong khi chưa có gợi ý mà tự mình dẫn các từ hàng ngang tới chướng ngại vật. Vụ việc dấy lên nghi ngờ chương trình lộ đề cho Thái Hoàng và êkíp đã bị "mua chuộc". Nhiều trang web đã đưa ra những clip minh oan cho Hoàng khi thí sinh này đã trả lời được các chướng ngại vật ở các vòng trước một cách nhanh chóng và đi đến kết luận là không thể có chuyện lộ đề.
Tiếp tục, tại phần thi tăng tốc, trong câu hỏi IQ "Cần bao nhiêu mặt trời để cân thăng bằng", đáp án chương trình đưa ra là 6 mặt trời, cùng đáp án với Thái Hoàng và Lê Phương. Trong khi Lê Phương trả lời là "Em hi vọng vào sự may mắn của mình", Thái Hoàng tự tin trả lời "sau một hồi tính toán em đã giải ra đáp án như vậy". Hai thí sinh này được cộng điểm. Tuy nhiên, ngay sau khi cuộc thi kết thúc, khán giả xem đài phát hiện ra đáp án thực sự của câu hỏi này phải là 17/3 mặt trời (5 mặt trời và 2/3 mặt trời ở cái thứ 6). Như vậy, câu hỏi này không thí sinh nào đưa ra đáp án đúng, và Thái Hoàng bị trừ 30 điểm, kém người đạt giải nhì Ngọc Tĩnh 10 điểm và vòng nguyệt quế phải thuộc về Ngọc Tĩnh. Tuy nhiên việc trừ điểm này bị nhiều người chỉ trích rằng không công bằng, vì nếu bị trừ điểm thì Hoàng sẽ chọn gói điểm cao hơn ở phần về đích nên không thể khẳng định rằng Ngọc Tĩnh thắng cuộc.
Hàng loạt các trang Facebook được lập ra để ủng hộ cả Thân Ngọc Tĩnh và Đặng Thái Hoàng, fanpage của chương trình quá tải vì những lời đòi hỏi chương trình phải xử lý vụ việc thỏa đáng cũng như minh oan cho Thái Hoàng. Nhiều ý kiến trái chiều được đưa ra trong đó có quy định của ban tổ chức cuộc thi mà các thí sinh phải cam kết trước khi dự thi là: 'Mọi khiếu nại phải do chính thí sinh đưa ra và chỉ có hiệu lực trong thời gian ghi hình phần thi đó' nên cuộc thi không thể tổ chức lại.